# Jade Warrior (gruppo musicale)
I Jade Warrior sono stati un gruppo musicale britannico. La loro commistione di rock progressivo e musica orientale li ha resi anticipatori della new age e della world music.

## Storia
Dopo aver debuttato nei July, una formazione psichedelica che aveva pubblicato un omonimo album nel 1968, Tony Duhig e Jon Field formarono i Jade Warrior nel 1971. I primi tre album, Jade Warrior (1971), Released (1971) e Last Autumn's Dream (1972), tutti usciti per la Vertigo, mostrano già la predilezione del gruppo verso la musica asiatica e africana, e vennero correlati da alcuni ai dischi dei Jethro Tull. La band incise anche un quarto album per la Vertigo, Eclipse, che uscirà solo nel 1998. Dopo essersi sciolti nel 1973, il gruppo venne riformato l'anno seguente e messo sotto contratto dalla Island. Con il passaggio alla nuova etichetta, le sonorità dei Jade Warrior si affrancarono in parte dalle originarie radici progressive per abbracciare un jazz-rock sofisticato ed esotico che fonde musica giapponese, cinese, latinoamericana, indonesiana e africana adottando texture ambientali. Primo album della nuova fase di carriera è Floating World (1974), concept album sul concetto giapponese di Ukiyo, che può essere tradotto in "prendere la vita come viene". Seguirono gli ambiziosi e contemplativi Waves (1975) e Kites (1976), occupati entrambi da due lunghe suite. Dopo essersi sciolti una seconda volta nel 1979, la band si riformò nel 1984. Durante la seconda metà degli anni ottanta, la band si convertì a sonorità al confine con la new age. Duhig morì nel 1990 mentre Field collaborò con vari musicisti fra cui i membri dei Gong e dei King Crimson.

## Formazione

### Ultima
- Jon Field – percussioni, flauto
- Glyn Havard – basso, voce
- Colin Henson – chitarra, tastiera

### Ex componenti
- Dave Duhig – voce, chitarra
- Tony Duhig – chitarra
- Allan Price – percussioni
- Dave Sturt – basso

## Discografia
- 1971 – Jade Warrior
- 1972 – Released
- 1972 – Last Autumn's Dream
- 1974 – Floating World
- 1976 – Waves
- 1976 – Kites
- 1978 – Way of the Sun
- 1984 – Horizon Earthsounds
- 1994 – Distant Echoes
- 1995 – Breathing the Storm
- 1998 – Eclipse
- 2001 – At Peace
- 2002 – Fifth Element
- 2005 – Eclipse
- 2008 – Now